# Городок (Абанский район)
Городок — посёлок, входящий в состав Апано-Ключинского сельсовета Абанского района Красноярского края.

## География
Посёлок расположен в 30 км к северу от посёлка Абан.

## Население
| 1989 | 2002 | 2010 |
| ---- | ---- | ---- |
| 173  | ↘0   | →0   |

## Ссылка
- abinskiy.ru — официальный сайт администрации Абанского района